# 1564

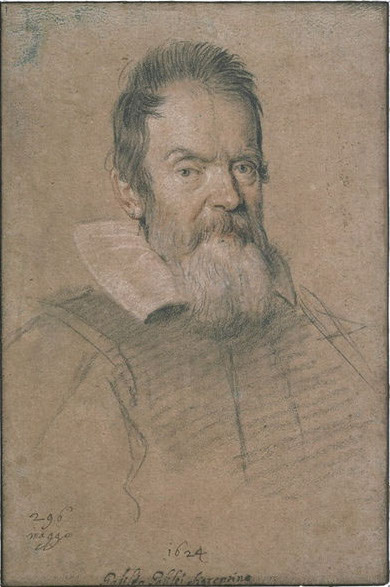
Galileu Galilei, desenho de Ottavio Leoni em 1624, no Louvre

- Wikisource

| Calendário gregoriano                                                        | 1564 MDLXIV                                          |
| Ab urbe condita                                                              | 2317                                                 |
| Calendário arménio                                                           | 1013 – 1014                                          |
| Calendário bahá'í                                                            | -280 – -279                                          |
| Calendário budista                                                           | 2108                                                 |
| Calendário chinês                                                            | 4260 – 4261 Início a 12 de janeiro (aproximadamente) |
| Calendário copta                                                             | 1280 – 1281                                          |
| Calendário etíope                                                            | 1556 – 1557                                          |
| Calendários hindus - Vikram Samvat - Calendário nacional indiano - Cáli Iuga | 1619 – 1620 1485 – 1486 4664 – 4665                  |
| Calendário Holoceno                                                          | 11564                                                |
| Calendário islâmico                                                          | 971 – 972                                            |
| Calendário judaico                                                           | 5324 – 5325                                          |
| Calendário persa                                                             | 942 – 943                                            |
| Calendário rúnico                                                            | 1814                                                 |
| Calendário solar tailandês                                                   | 2107                                                 |

1564 (MDLXIV, na numeração romana) foi um ano bissexto do século XVI do Calendário Juliano, da Era de Cristo, e as suas letras dominicais foram  B e A (52 semanas), teve início a um sábado e terminou a um domingo.
| Ano completo                      |
| --------------------------------- |
| Ano bissexto com início ao sábado |

## Eventos
- Fundação da localidade das Lajes, ilha Terceira, Açores.
- Fundação da Igreja de São Miguel Arcanjo, Lajes, ilha Terceira, Açores.
- 13 de Fevereiro  - Erupção vulcânica na Lagoa do Fogo, ilha de São Miguel, Açores, esta erupção foi de curta duração, não tendo causado estragos. Provavelmente terá sido uma manifestação freato-vulcânica.

## Nascimentos
- 15 de Fevereiro - Galileu Galilei, matemático e físico italiano. (m. 1642).
- 26 de fevereiro - Christopher Marlowe, dramaturgo, poeta e tradutor inglês (m. 1593).
- 25 de Abril - William Shakespeare, dramaturgo e poeta inglês (m. 1616).
- 12 de Junho - João Casimiro, Duque de Saxe-Coburgo, primeiro duque de Saxe-Coburgo (m. 1633)
- 2 de Agosto - Petrus Pavius, médico e botânico holandês (m. 1617).
- 10 de setembro - Hernando Arias de Saavedra, militar e político (m. 1634).

## Mortes
- 18 de Fevereiro - Michelangelo, escultor. (n. 1475)
- 25 de Julho - Fernando I de Habsburgo, Imperador do Sacro Império Romano-Germânico
- 15 de Outubro - Andreas Vesalius, médico, professor de anatomia. (n. 1513 ou 1514)
- 18 de Outubro - Johannes Acronius Frisius, foi humanista, médico, astrônomo, matemático e erudito holandês (n. 1520).

## Por tema
- 1564 no Brasil